# Harju-Risti
Harju-Risti är en kyrkby i nordvästra Estland. Den ligger i Lääne-Harju kommun i landskapet Harjumaa, 50 km sydväst om huvudstaden Tallinn. Antalet invånare var 317 år 2011. Byn tillhörde Padis kommun före kommunreformen 2017. Byn ligger i en trakt som tidigare beboddes av estlandssvenskar vilka benämnde orten Kors kyrkby eller dialektalt Kirkbin.
Harju-Risti ligger 20 meter över havet och terrängen runt byn är mycket platt. Runt Harju-Risti är det mycket glesbefolkat, med 5 invånare per kvadratkilometer. Närmaste större samhälle är Paldiski, 13 km norr om Harju-Risti. I omgivningarna runt Harju-Risti växer i huvudsak blandskog.